# سباستین رودریگز (بازیکن فوتبال)
سباستین رودریگز (انگلیسی: Sebastián Rodríguez؛ زادهٔ ۱۶ اوت ۱۹۹۲) بازیکن فوتبال اهل اروگوئه است.
از باشگاه‌هایی که در آن بازی کرده‌است می‌توان به باشگاه فوتبال لیورپول (مونته‌ویدئو)، باشگاه فوتبال دانوبیو، و باشگاه فوتبال آلمریا اشاره کرد.
وی همچنین در تیم ملی فوتبال Uruguay U-17 بازی کرده‌است.